# Piero Corradini
Piero Corradini (Roma, 30 gennaio 1933 – Belforte del Chienti, 6 settembre 2006) è stato un orientalista italiano.
Fu uno dei più autorevoli sinologi italiani della seconda metà del Novecento. 

## Biografia
Nato a Roma il 30 gennaio 1933, il padre, Corrado, era direttore di una scuola elementare, la madre, Bianca, era maestra elementare. Suo fratello era il chimico Paolo Corradini (1930-2006), uno dei principali allievi e collaboratori di Giulio Natta. Conseguito nel 1949 il diploma di maturità classica, nel 1953 ottenne il diploma di Lingua e cultura cinese presso l'Istituto Italiano per il Medio ed Estremo Oriente di Roma, conseguendo nel 1955 la laurea in lettere a indirizzo moderno presso l'Università di Roma; successivamente fu assistente (1957-1970) presso la cattedra di Storia e Geografia dell’Asia Orientale (mutata, in seguito, in Storia dell’Asia Orientale) tenuta allora da Luciano Petech, del quale divenne il principale allievo soprattutto per gli studi asiatico-orientali. Conseguita la libera docenza in Storia e Istituzioni della Cina nel 1962, nel 1966 fu nominato professore incaricato di Storia e Civiltà dell’Estremo Oriente, all’Istituto Universitario Orientale di Napoli dove rimase fino al 1975: dal 1970 al 1973 come professore straordinario e dal 1973 al 1975 come professore ordinario, dal 1973 al 1975 fu anche preside dalla Facoltà di Scienze Politiche dell'I.U.O di Napoli. Dal 1975 al 1985 fu professore ordinario di Storia e Istituzioni dei Paesi Afroasiatici presso l'Università di Macerata, dov'è oggi depositato anche il fondo "Corradini" che raccogliere parte del lascito della biblioteca personale dello studioso, mentre dal 1985 al 2000 fu ordinario di Storia dell'Asia Orientale presso l'Università Sapienza di Roma succedendo proprio al maestro Petech. Professore ordinario fuori ruolo dal 2000 al 2003 dopo il collocamento a ripose ottenne il titolo di professore emerito. Durante la sua carriera il Corradini fece parte anche del corpo diplomatico della Repubblica Italiana dirigendo gli Istituti Italiani di Cultura di Tokyo (1979-1981) e Pechino (1988-1991). Per i suoi servizi in campo culturale ottenne il titolo di Grande Ufficiale dell'Ordine al Merito della Repubblica Italiana nonché l'onorificenza del Sacro Tesoro di II Classe del Giappone. 

## Studi e pubblicazioni
Durante la sua carriera fu autore di oltre 200 pubblicazioni scientifiche, in riviste nazionali e internazionali, nonché di numerose monografie. Le sue ricerche spaziarono su un vastissimo campo di interessi culturali: dalla storia dell'arte cinese ai rapporti uomo-donna nella cultura cinese, fino a questioni più attuali come i rapporti tra Cina e Taiwan e la politica 77 di Deng Xiaoping. Fu uno dei principali studiosi italiani della figura di Matteo Ricci nonché, in generale, del periodo delle missioni cattoliche in Cina.

## Curiosità
- Il prof. Corradini nel 1974 fu relatore della tesi di laurea di Delfo Zorzi, terrorista italiano membro del gruppo Ordine Nuovo. Avendo svolto Zorzi una brillante tesi di laurea, il professor Corradini segnalò lo studente al professor Oreste Vaccari per l'assegnazione di una borsa di studio per un soggiorno in Giappone.

## Scritti
- Piero Corradini, La Cina, Torino, U.T.E.T. (1968)
- Piero Corradini, Antologia della letteratura cinese, Milano, Fabbri (1969)
- Piero Corradini, Storia della letteratura cinese, Milano, Fabbri (1970)
- Piero Corradini, Confucio e il confucianesimo, Fossano, Esperienze (1973)
- Piero Corradini, La mongolia moderna. Diversi destini per un solo popolo, Milano, Marzorati (1978)
- Piero Corradini, Introduzione alla storia del Giappone, Roma, Bulzoni (1992)
- Piero Corradini, La città proibita. Storia e collezioni, Firenze, Giunti (1992)
- Piero Corradini, Confucius. Ricette di saggezza per la vita quotidiana, Milano, Feltrinelli (1993)
- Piero Corradini, Cina. Popoli e società in cinque millenni di storia, Firenze, Giunti (1996)
- Piero Corradini, Il Giappone e la sua storia, Roma, Bulzoni (1999)
- Piero Corradini (Direzione), Matteo Ricci, Dell'entrata della Compagnia di Giesù e Christianità in Cina, Macerata, Quodlibet (2000)
- Piero Corradini (Direzione), Matteo Ricci, Lettere, Macerata, Quodlibet (2001)